# Loeb (Unternehmen)
Loeb ist ein Schweizer Detailhandelsunternehmen mit Sitz in Bern.

## Geschichte

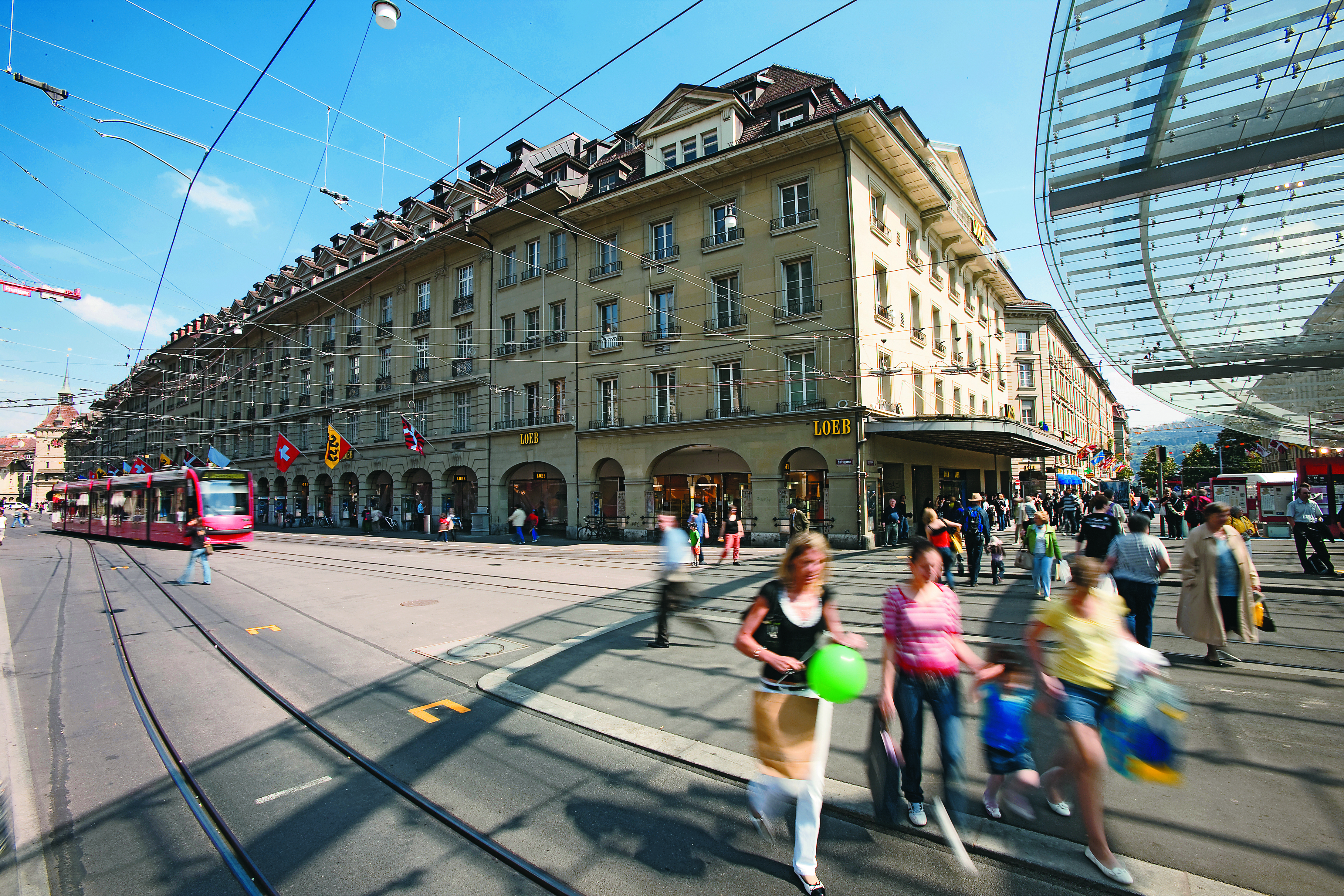
Loeb Bern Aussenansicht

Ab 1869 betrieb die jüdische Kaufmannsfamilie Loeb in Freiburg im Breisgau einen kleinen Laden. Moses Loeb, der Gründer, griff als einer der Ersten einen Trend auf; er mietete an den Wochenmärkten Stände. Wochenmärkte fanden damals in grösseren Städten der Schweiz jährlich zwei Mal während einer Dauer von 2 Wochen statt. Moses Loeb verkaufte als einer der ersten Händler alle Waren zu festen, aber äusserst günstigen Preisen. Der Erfolg war durchschlagend, sodass feste Standorte eröffnet wurden. In Zürich wurde 1874 ein Geschäft eröffnet, 1876 eines in Basel. Zudem kamen Läden in Luzern und St. Gallen dazu. Diese Standorte wurden aus verschiedensten Gründen (auch Nachfolgefragen wie in Basel) wieder aufgegeben.
Am 9. September 1881 eröffneten David, Julius, Louis und Eduard Loeb ein kleines Textilgeschäft an der Spitalgasse 32 in Bern unter dem Namen Gebrüder Loeb. Die Einnahmen betrugen am Eröffnungstag rund 150 Schweizer Franken. David und seine Frau Fanny übernahmen 1891 das Geschäft und 1899 wurde es das erste moderne Warenhaus in Bern und wurde in den zum Geschäftshaus umgebauten Liegenschaften Spitalgasse 51 und Schauplatzgasse 38 untergebracht. Das neue Verkaufsgeschäft bot Ladenräume auf drei Stockwerken und wurde von 60 Angestellten geführt. Nach sechs Jahren wurde ein mit Wasserkraft betriebener Lift bis zum 3. Stock eingebaut.
Die Söhne Arthur und Eugen übernahmen 1905 das Unternehmen und sie eröffneten 1912 in Thun eine Filiale. An der Spitalgasse konnten 1914 die Geschäftsräume nach Erwerb der anstossenden Liegenschaften vergrössert werden und 1915 wurde eine Kaffeeschänke innerhalb des Kaufhauses eröffnet. Das Unternehmen wurde 1918 in eine Aktiengesellschaft umgewandelt. 1929 erhielt das Geschäft die heutige Form, nachdem das Hotel Löwen abgebrochen und das Geschäft umgebaut und erweitert wurde. Im gleichen Jahr trat Arthurs Sohn Fritz in die Geschäftsleitung ein.
Im Jahr 1940 wurde in Form einer Stiftung der Firma eine Pensionskasse gegründet, welche bis 1971 keine Beitragspflicht für Angestellte hatte. An der Ziegelackerstrasse 10 wurde 1952 ein Lagerhaus bezogen und 1956 ging im Berner Geschäft die erste Rolltreppe in Betrieb. 1964 wurde eine Lebensmittelabteilung mit Selbstbedienung in Bern eröffnet.
Das Warenhaus Loeb war über Jahrzehnte bekannt für seine kunstvoll gestalteten Schaufenster an seinem Stammhaus in Bern.
Das Unternehmen änderte 1973 seinen Namen von Gebrüder Loeb AG zu Loeb AG. 1975 übernahm François Loeb nach dem Tod seines Vaters Victor die Geschäftsführung des Unternehmens und 1976 wurde eine Angestelltenkommission, die die Interessen der Mitarbeitenden vertritt, geschaffen. 1978 waren rund 900 Mitarbeiter tätig und 1987 wurde die Loeb-Holding AG gegründet. Mehrere neuen Filialen in der gesamten Schweiz wurden in den 1960er und 70er Jahren eröffnet und das bestehende Geschäft vergrössert.
Im Jahr 2005 zog sich François Loeb aus dem Unternehmen zurück. Präsident des Verwaltungsrates wurde Peter Everts, anschliessend Urs Berger. Nicole Loeb (* 23. Januar 1967) übernahm die Position der Delegierten des VR der Loeb Holding AG und ist bis heute exekutiv in der Gruppen-Geschäftsleitung Loeb Holding AG tätig. Die verheiratete zweifache Mutter führt in 5. Generation das Unternehmen Loeb. Marc Loeb wurde nicht-exekutiver Verwaltungsrat.
Dem Verwaltungsrat gehören per 2018 stets eine Mehrzahl vom Aktionariat unabhängigen Mitglieder mit Detailhandelserfahrung an, um die Professionalität und Unabhängigkeit der Entscheidungsfindung zu gewährleisten – in jenem Jahr waren es Urs Berger, Werner Krättli und Paul Häring. Die Geschäftsleitung Loeb AG ist seit 2004 von den Mehrheitsaktionären unabhängig: Mitglieder sind Ronald Christen (CEO), Franz Wittwer (CFO), Beatrice Zürcher (CHRO) und Martin Stucki (CDO).
Loeb ging eine Partnerschaft mit Lidl ein und infolgedessen eröffnete Lidl in zwei Loeb-Warenhäusern je eine Lidl-Filiale (2019; Biel, 2021; Bern).

## Strategie
In der Loeb Retailstrategie wird seit 2005 an Kundenorientierung, Profitabilität und Komplexitätsreduktion gearbeitet. Dies führte zu mehreren Filialschliessungen und Verkäufen. Im Jahr 2006 wurden drei Loeb-Filialen an die Mode Bayard und 2008 der daraus entstandene Kapitalanteil an der damaligen Modegruppe Bayard Wartmann an die Familie Bayard veräussert. Smart wurde 2008 veräussert. Das Immobilienportfolio wurde laufend den Marktchancen angepasst. Die Digitalisierung wurde mit der Einführung einer artikelgenauen Warenwirtschaft 2004 und 2015 vorangetrieben. Mehrere Storeskonzepte wurden ausgetestet. Die aktuelle Retailstrategie umfasst vier Stossrichtungen:
- Warenhäuser in Bern, Thun und Biel
- Maggs in Bern
- Loeb führt einen Online-Haushaltswarenshop und kooperiert mit Online-Marktplätzen (z. B. seit 2022 mit Zalando)[12]

Das Unternehmen Loeb engagiert sich für soziale Projekte in der Region Bern. Loeb unterstützt im Rahmen einer Sozialpartnerschaft jedes Jahr eine gemeinnützige Einrichtung, unter anderem durch einen Anteil am Erlös der Sonntagsverkäufe.
Die Loeb Holding ist Mitglied der Swiss Retail Federation und dort mit Nicole Loeb im Vorstand vertreten.